# Partido Nacional Eslovaco
O Partido Nacional Eslovaco (em eslovaco: Slovenská národná strana, SNS) é um  partido político da Eslováquia.
O partido foi fundado em 1989, e, descreve-se como nacionalista, socialista e defensor das tradições cristãs da Europa.
Apesar disso, o SNS é descrito como um partido ultra-nacionalista, extremista, posicionado na extrema-direita, e, com posições xenófobas contra as minorias ciganas e húngaras do país.
O partido, entre 2006 a 2010, fez parte do governo liderado pelos social-democratas da Direção-Social-Democracia, algo que, levou à suspensão dos social-democratas do Partido Socialista Europeu.
O líder do partido é Andrej Danko. Com Danko como líder, o partido moderou-se ideologicamente, transformando-se num partido conservador, defendendo a intervenção do Estado na economia, bem como, crítico da política de refugiados na União Europeia, definindo-se como um "partido patriótico e, até, republicano, que atrai eleitores sem adoptar posições extremistas". Em 2014, o partido voltou ao governo eslovaco, entrando numa coligação liderada pela Direcção - Social-Democracia.

## Resultados eleitorais

### Eleições legislativas
| Data | CI. | Votos   | %            | +/- | Deputados | +/- | Status            |
| ---- | --- | ------- | ------------ | --- | --------- | --- | ----------------- |
| 1990 | 3.º | 470 984 | 13,9 / 100,0 |     | 22 / 150  |     | Oposição          |
| 1992 | 4.º | 244 527 | 7,9 / 100,0  | 6,0 | 15 / 150  | 7   | Governo           |
| 1994 | 7.º | 155 359 | 5,4 / 100,0  | 2,5 | 9 / 150   | 6   | Governo           |
| 1998 | 5.º | 304 839 | 9,1 / 100,0  | 3,7 | 14 / 150  | 5   | Oposição          |
| 2002 | 9.º | 95 633  | 3,3 / 100,0  | 5,8 | 0 / 150   | 14  | Extra-parlamentar |
| 2006 | 3.º | 270 230 | 11,7 / 100,0 | 8,4 | 20 / 150  | 20  | Governo           |
| 2010 | 6.º | 128 490 | 5,1 / 100,0  | 6,6 | 9 / 150   | 11  | Oposição          |
| 2012 | 7.º | 116 420 | 4,6 / 100,0  | 0,5 | 0 / 150   | 20  | Extra-parlamentar |
| 2016 | 4.  | 225 386 | 8,6 / 100,0  | 4,0 | 15 / 150  | 15  | Governo           |

### Eleições presidenciais
| Data | Candidato apoiado | 1ª Volta | 1ª Volta | 1ª Volta     | 2ª Volta | 2ª Volta  | 2ª Volta     |
| Data | Candidato apoiado | CI.      | Votos    | %            | CI.      | Votos     | %            |
| ---- | ----------------- | -------- | -------- | ------------ | -------- | --------- | ------------ |
| 1999 | Ján Slota         | 5.º      | 73 836   | 2,5 / 100,0  |          |           |              |
| 2004 | Ivan Gašparovič   | 2.º      | 650 242  | 22,3 / 100,0 | 1.º      | 1 079 592 | 59,9 / 100,0 |
| 2009 | Ivan Gašparovič   | 1.º      | 876 061  | 46,7 / 100,0 | 1.º      | 1 234 787 | 55,5 / 100,0 |
| 2014 | Robert Fico       | 1.º      | 531 919  | 28,0 / 100,0 | 2.º      | 893 841   | 40,6 / 100,0 |

### Eleições europeias
| Data | CI.  | Votos  | %           | +/- | Deputados | +/- |
| ---- | ---- | ------ | ----------- | --- | --------- | --- |
| 2004 | 9.º  | 14 150 | 2,0 / 100,0 |     | 0 / 14    |     |
| 2009 | 6.º  | 45 960 | 5,6 / 100,0 | 3,6 | 1 / 13    | 1   |
| 2014 | 10.º | 20 244 | 3,6 / 100,0 | 2,0 | 0 / 13    | 1   |